# 高雄清真寺
高雄清真寺（たかおせいしんじ; 中国語: 高雄清真寺）は、台湾高雄市苓雅区にあるモスク。これは台北にある台北清真寺に次いで建設された、台湾で2つ目のモスクである。また、台湾南部でのイスラム教信仰の中心となっている。

## 歴史

### 初代

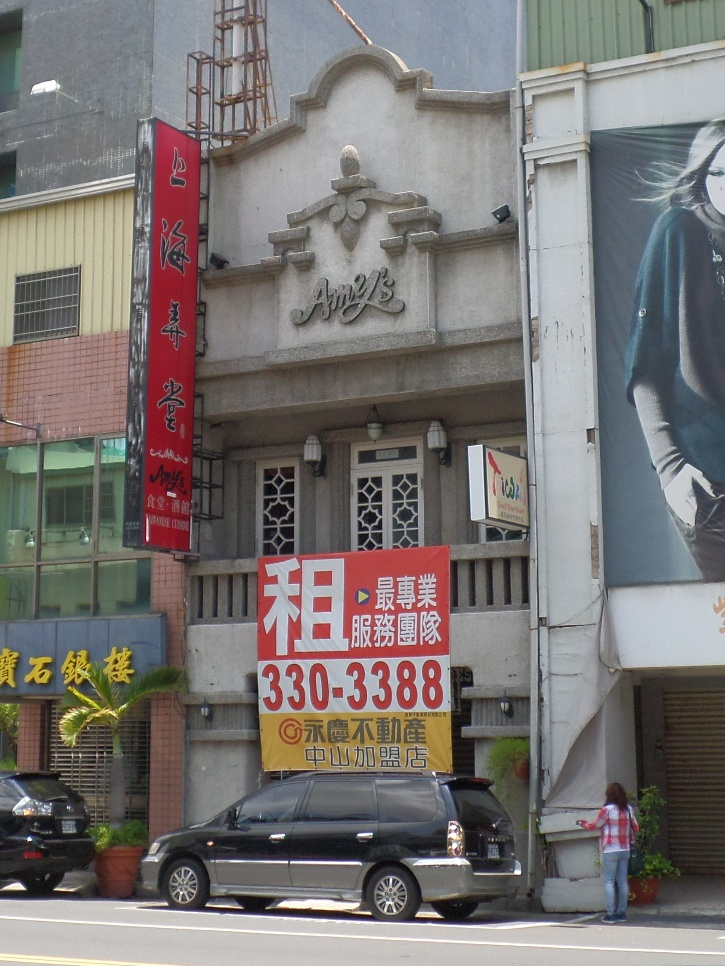
初代高雄清真寺

高雄モスクは、国共内戦で中国共産党に敗れた国民政府のムスリムによって1949年に建設された。ムスリムの公務員たちは中国国民党政府にて台湾に新たなモスクを作るために尽力し、1949年1月から資金調達を開始した。当初、彼らは一時的な所在地として塩埕区に270平方メートルの土地を借りた。

### 2代目
初代高雄清真寺は狭かったため、1951年に新興区にある460平方メートルの日本式の木製建築にその所在地を移した。2代目高雄清真寺の礼拝室は135平方メートルあったが、増加するムスリムに対応するために新たな土地を求めて資金調達を開始した。1988年10月にモスクを売却し、それによって新たなモスクを建設する資金を得た。

### 3代目

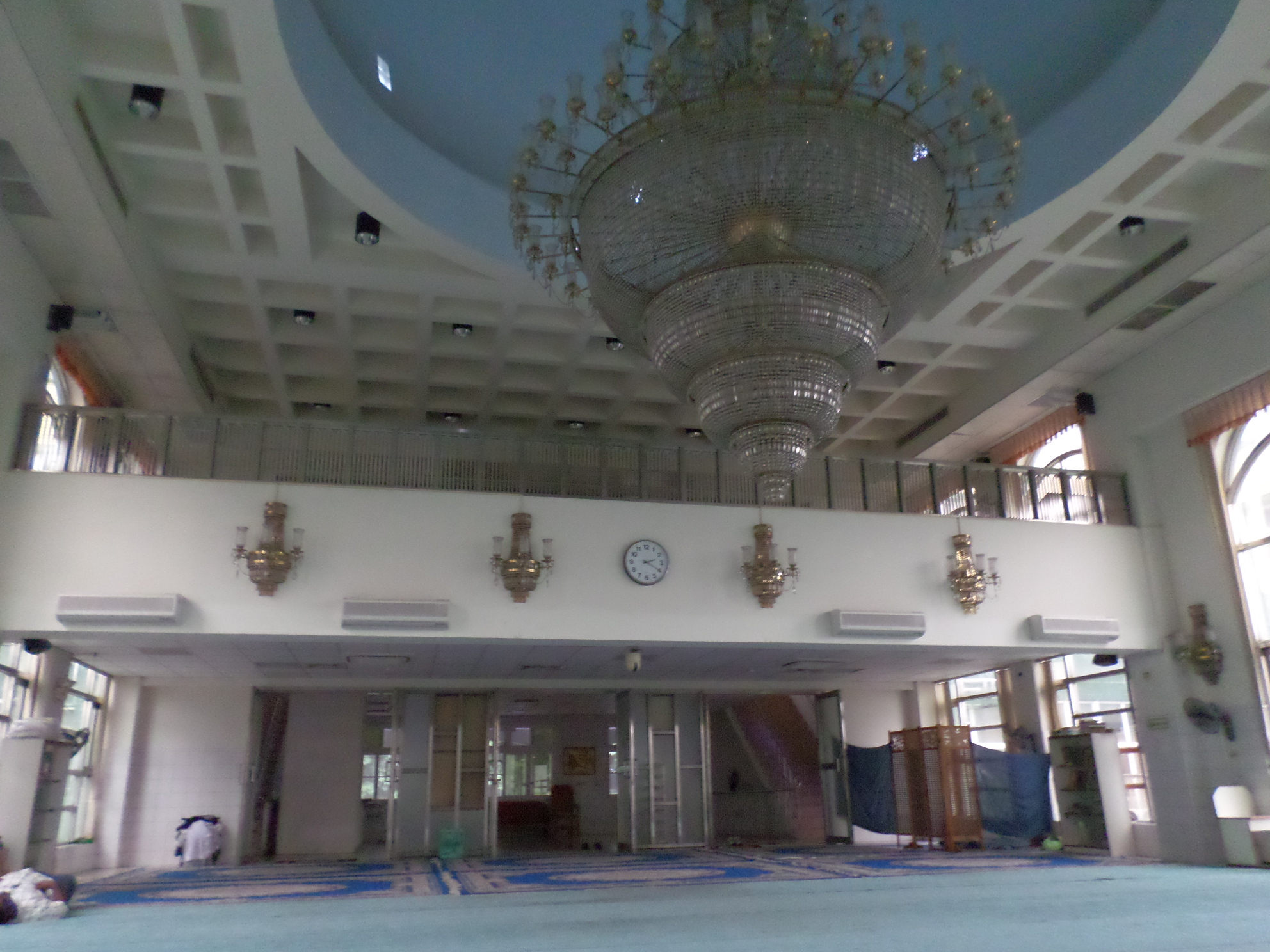
高雄モスクの礼拝室

1990年2月、高雄清真寺は増え続けるムスリムにより対応するため苓雅区にある現在の巨大な敷地に移った。1990年12月17日に建設が始まり、1992年4月に完了した。

## 建築

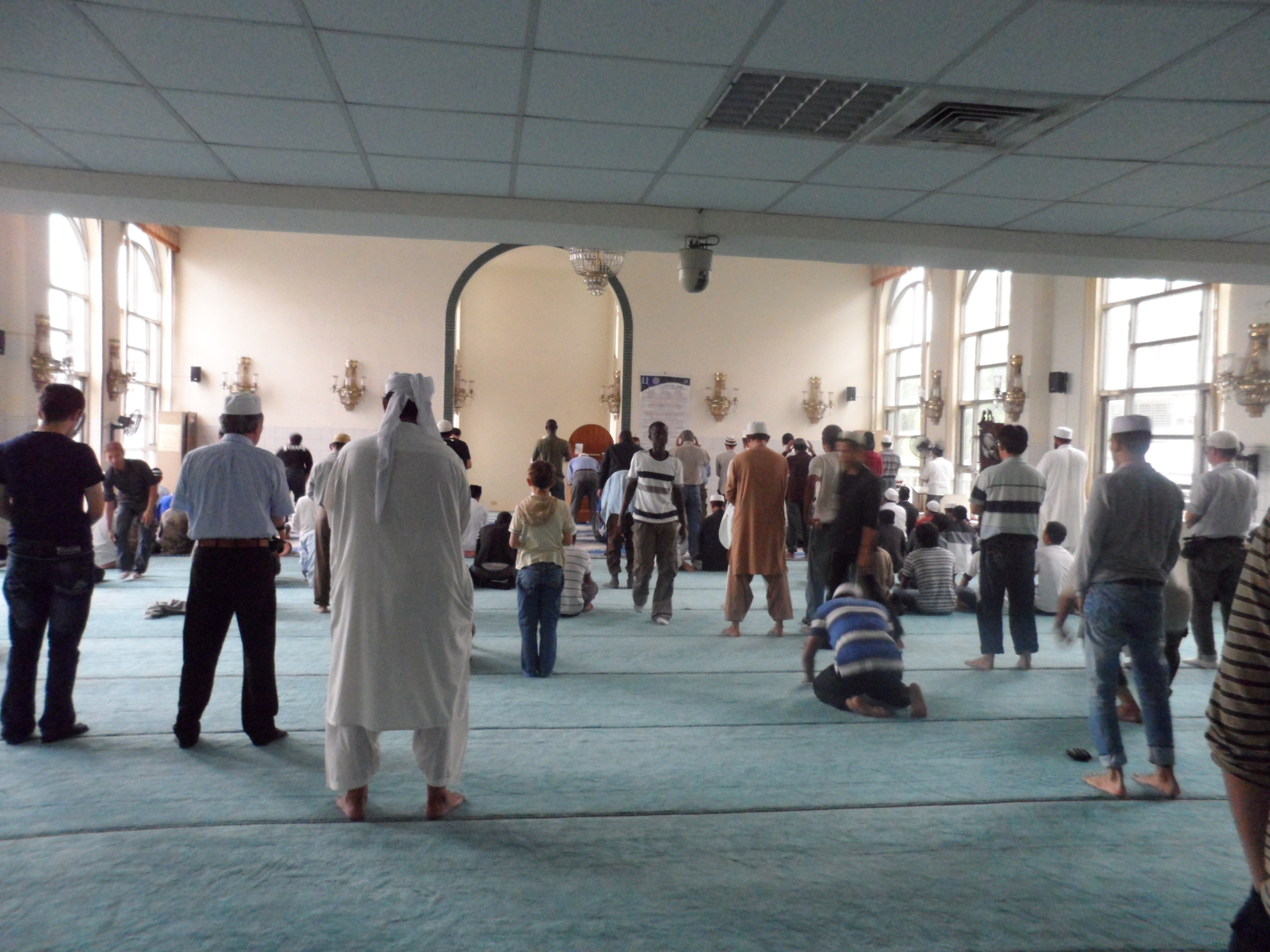
高雄モスクでの金曜礼拝の様子

高雄モスクは中東の大きなヴォールトを備えた3階建ての建物で、礼拝室などの建物の構成要素は中東の伝統的なモスクに基づいている。敷地面積は2657平方メートル。
1階には男女別の寮、女性礼拝室と女性活動事務室がある。2階には主となる礼拝室、アラビア語勉強センターがある。3階には客室、若者活動センター、事務室と図書室がある。
モスクの近くにはムスリムによって運営されているハラールレストランがある。

## 活動
高雄モスクでは、毎年夏に小中学生を対象にアラビア語講座を開催している。